# The Wanderers (Band)
The Wanderers waren eine kurzlebige Punk-Band um Stiv Bators und Mitglieder von Sham 69.

## Bandgeschichte
Nachdem sich Sham 69 1980 auflösten, beschlossen Dave Parsons (Gitarre), Dave Tregenna (Bass) und Ricky Rock (Schlagzeug) weiterhin gemeinsam Musik zu machen. Zusammen mit Stiv Bators (ex-Dead Boys), der gerade sein Soloalbum Disconnected veröffentlicht hatte, gründeten sie zunächst The Allies und benannten sich 1981 in The Wanderers um. Ein Album wurde 1980 fertiggestellt; die Veröffentlichung ließ jedoch noch auf sich warten. Die englische Presse nannte die Band gerne Dead 69 oder Sham Boys, um auf die Herkunft der Bandmitglieder zu referenzieren.
Im März 1981 erschien die erste Single Ready to Snap (B-Seite: Beyond the Law), und die Band trat im Londoner Lyceum Theatre auf. Am 18. Mai erschien das Debütalbum Only Lovers Left Alive. Das Konzeptalbum erzählte die Geschichte des Ex-CIA-Agenten Peter Beter, der angeblich geheime Informationen auf Kassetten zur Verfügung stellte, aus der Sicht eines Teenagers. Dieser findet die Tapes, kämpft gegen das System und wird gegen Ende doch ein Teil davon. Das Album umfasste 12 Lieder, auf dem Backcover war außerdem der Text des Liedes They Made Me Criminal abgedruckt, das auf dem Album jedoch nicht erschien. Das Album wurde von der Zeitschrift Sounds positiv bewertet, während der Record Mirror eher verhalten reagierte. Am 18. Juli 1981 erschien die Bob-Dylan-Coverversion The Times They Are A-Changin’ (B-Seite: It’s a Little Bit Frightening) als letzte Single.
Die Verkaufserwartungen der Plattenfirma Polydor Records wurden nicht erfüllt, eine selbstfinanzierte US-Tournee blieb erfolglos. Als Dave Parsons sich schließlich mit Hepatitis infizierte und gesundheitliche Probleme bekam, brach die Band auseinander. Stiv Bators und Dave Tregenna gründeten The Lords of the New Church und Ricky Rock  schloss sich der Coverband The Bootleg Beatles an. Nach seiner Genesung spielte Rick Parsons bei Framed und beteiligte sich später an einer Sham-69-Reunion.

## Diskografie

### Singles
- 1981: Ready to Snap/ Beyond the Law
- 1981: The Times They Are A-Changin’/It’s a Little Bit Frightening

### Alben
- 1981: Only Lovers Left Alive